# West Chinnock
West Chinnock – wieś w Anglii, w Somerset. W 1881 roku civil parish liczyła 418 mieszkańców.